# Mediatriu

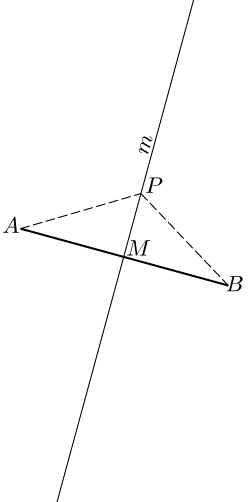
Mediatriu del segment AB

La mediatriu d'un segment és la recta perpendicular que passa pel seu punt mitjà (Significat 1). La mediatriu és la línia recta perpendicular a aquest segment traçada pel seu punt mitjà (Significat 2).
L'equivalència entre les dues definicions es pot veure així: sigui el segment {\displaystyle AB} d'extrems els punts {\displaystyle A} i {\displaystyle B}.
- D'una banda, si la recta {\displaystyle m} n'és la mediatriu, {\displaystyle M} n'és el punt mitjà i {\displaystyle P} és un punt qualsevol de la mediatriu {\displaystyle m}, els triangles {\displaystyle \triangle PMA} i {\displaystyle \triangle PMB} són triangles rectangles amb l'angle recte a {\displaystyle M} amb un catet comú, {\displaystyle PM} i dos catets iguals, {\displaystyle {\overline {AM}}={\overline {MB}}}. En conseqüència, els dos triangles {\displaystyle \triangle PMA} i {\displaystyle \triangle PMB} són iguals i, per tant, també ho són les respectives hipotenuses {\displaystyle {\overline {AP}}={\overline {PB}}}, cosa que prova l'equidistància del punt {\displaystyle P} als dos extrems {\displaystyle A} i {\displaystyle B} del segment.

- Inversament, si {\displaystyle P} és un punt equidistant dels extrems {\displaystyle A} i {\displaystyle B} del segment {\displaystyle AB}, {\displaystyle {\overline {AP}}={\overline {PB}}}, i {\displaystyle m} és la recta perpendicular a aquest segment que passa pel punt {\displaystyle P}, considerem el punt {\displaystyle M} d'intersecció del segment amb la recta {\displaystyle m}. Com abans, els triangles {\displaystyle \triangle PMA} i {\displaystyle \triangle PMB} són triangles rectangles amb l'angle recte a {\displaystyle M} amb un catet comú, {\displaystyle PM} i les respectives hipotenuses iguals, {\displaystyle {\overline {AP}}={\overline {PB}}}. Els dos triangles,{\displaystyle \triangle PMA} i {\displaystyle \triangle PMB}, són, doncs, iguals i ho són també els altres dos respectius catets {\displaystyle {\overline {AM}}={\overline {MB}}}. Per tant, {\displaystyle M} és el punt mitjà del segment {\displaystyle AB} i {\displaystyle m} és la recta perpendicular al segment que passa pel seu punt mitjà.

## Construcció

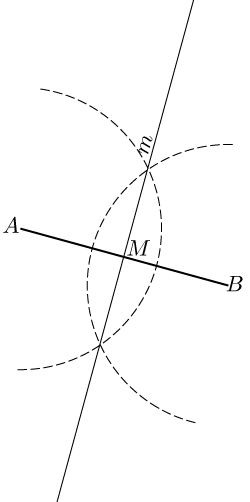
Construcció de la mediatriu d'un segment

La mediatriu d'un segment es pot construir amb regle i compàs. Donat el segment {\displaystyle AB}, cadascuna de les dues interseccions de dues circumferències del mateix radi {\displaystyle r>{\overline {AB}}/2} amb centres a {\displaystyle A} i a {\displaystyle B}, són equidistants als extrems del segment i determinen una recta que és la mediatriu del segment.

## Mediatrius d'un triangle
Les mediatrius d'un triangle són les mediatrius de cadascun dels seus costats. Les tres mediatrius d'un triangle es tallen en un punt que s'anomena circumcentre. El circumcentre d'un triangle equidista dels tres vèrtexs i és el centre de la circumferència circumscrita al triangle.